# Llista de campions d'Europa d'enduro FIM
Aquesta és una llista amb els campions d'Europa d'enduro FIM. El Campionat d'Europa d'enduro, organitzat per la FIM entre 1968 i 1989, fou l'antecedent immediat de l'actual Campionat del Món d'enduro, estrenat el 1990.

## Campions d'Europa d'enduro
Atesa l'evolució en les seves categories, dins la història del Campionat d'Europa s'hi podrien establir dues etapes: la primera aniria de 1968 fins a 1980 i la segona abastaria de 1981 (any en què es començà a racionalitzar la quantitat de categories) fins a 1989.

### Campions durant la 1a etapa (1968-1980)
Atesa la quantitat de cilindrades existents durant aquesta etapa, el seu historial es mostra en dues taules per a facilitar-ne la visualització: La primera taula (A) mostra l'historial de campions en cilindrades petites (menys de 250cc), i la segona taula (B) mostra la resta d'historial.

#### A) Campions en cilindrades petites (Menys de 250cc)
| Any  | 50cc                        | 75cc                            | 100cc                         | 125cc                         | 175cc                          |
| ---- | --------------------------- | ------------------------------- | ----------------------------- | ----------------------------- | ------------------------------ |
| 1968 | Volker Kramer · (Zündapp)   | Hans Trinkner · (Zündapp)       | Siegfried Gienger · (Zündapp) | Rolf Witthöft · (Puch)        | Peter Uhlig · (MZ)             |
| 1969 | Heinz Brinkmann · (Zündapp) | Andreas Brandl · (Zündapp)      | Volker Kramer · (Zündapp)     | Rolf Witthöft · (Puch)        | Walter Leitgeb · (Puch)        |
| 1970 | Heinz Brinkmann · (Zündapp) | Andreas Brandl · (Zündapp)      | Lorenz Specht · (Zündapp)     | Rolf Witthöft · (Zündapp)     | Erwin Schmider · (Zündapp)     |
| 1971 | Andreas Brandl · (Zündapp)  | Josef Wolfgruber · (Zündapp)    | Dieter Salevsky · (Simson)    | Rolf Witthöft · (Zündapp)     | Erwin Schmider · (Zündapp)     |
| 1972 | Peter Neumann · (Zündapp)   | Andreas Brandl · (Zündapp)      | Josef Wolfgruber · (Zündapp)  | Rolf Witthöft · (Zündapp)     | Erwin Schmider · (Zündapp)     |
| 1973 | Peter Neumann · (Zündapp)   | Andreas Brandl · (Zündapp)      | Josef Wolfgruber · (Zündapp)  | Rolf Witthöft · (Zündapp)     | Erwin Schmider · (Zündapp)     |
| 1974 | Peter Neumann · (Zündapp)   | Ewald Schneidewind · (Simson)   | Josef Wolfgruber · (Zündapp)  | Reinhard Christel · (Zündapp) | Erwin Schmider · (Zündapp)     |
| 1975 | Peter Neumann · (Zündapp)   | Ewald Schneidewind · (Simson)   | Josef Wolfgruber · (Zündapp)  | Rolf Witthöft · (Zündapp)     | Erwin Schmider · (Zündapp)     |
| 1976 | Erwin Schmider · (Zündapp)  | Steffen Mauersberger · (Simson) | Josef Wolfgruber · (Zündapp)  | Alessandro Gritti · (KTM)     | Elia Andrioletti · (KTM)       |
| 1977 | Erwin Schmider · (Zündapp)  | Osvaldo Scaburri · (Puch)       | Jürgen Grisse · (Zündapp)     | Harald Strößenreuther · (KTM) | Elia Andrioletti · (KTM)       |
| 1978 | Gino Perego · (DKW)         | Osvaldo Scaburri · (Puch)       | Erwin Schmider · (Zündapp)    | Eberhard Weber · (Zündapp)    | Franco Gualdi · (DKW)          |
| 1979 | Pietro Gagni · (Fantic)     | Stanislav Olszewski · (Simson)  | Eddy Hau · (Zündapp)          | Gualtiero Brissoni · (SWM)    | Andrea Marinoni · (SWM)        |
| 1980 | Gino Perego · (AIM)         | Stanislav Olszewski · (Simson)  | Eddy Hau · (Zündapp)          | Gualtiero Brissoni · (SWM)    | Klaus-Bernd Kreutz · (Zündapp) |

Notes
1. ↑  Segons la font, la moto de Perego apareix documentada com a DKW, Hercules o Sachs, ja que totes tres pertanyien al mateix grup, Fichtel & Sachs.
2. ↑  Segons la font, la moto de Gualdi apareix documentada com a DKW, Hercules o Sachs, ja que totes tres pertanyien al mateix grup, Fichtel & Sachs.

#### B) Campions en cilindrades grans (250cc o més)
| Any  | 250cc                      | 350cc                     | +350c                      |                       |                       |                             |
| ---- | -------------------------- | ------------------------- | -------------------------- | --------------------- | --------------------- | --------------------------- |
| 1968 | Werner Salevsky · (MZ)     | Kvetoslav Masita · (Jawa) | Erwin Schmider · (Jawa)    |                       |                       |                             |
| 1969 | Frantizek Mrázek · (Jawa)  | Kvetoslav Masita · (Jawa) | Erwin Schmider · (Jawa)    |                       |                       |                             |
| 1970 | Frantizek Mrázek · (Jawa)  | Kvetoslav Masita · (Jawa) | Fred Willamowski · (MZ)    |                       |                       |                             |
| 1971 | Frantizek Mrázek · (Jawa)  | Kvetoslav Masita · (Jawa) | Fred Willamowski · (MZ)    |                       |                       |                             |
| 1972 | Frantizek Mrázek · (Jawa)  | Kvetoslav Masita · (Jawa) | Zdenek Cespiva · (Jawa)    |                       |                       |                             |
| 1973 | Frantizek Mrázek · (Jawa)  | Kvetoslav Masita · (Jawa) | Zdenek Cespiva · (Jawa)    |                       |                       |                             |
| 1974 | Jirí Stodulka · (Jawa)     | Kvetoslav Masita · (Jawa) | Imerio Testori · (KTM)     |                       |                       |                             |
| 1975 | Alessandro Gritti · (KTM)  | Kvetoslav Masita · (Jawa) | Zdenek Cespiva · (Jawa)    |                       |                       |                             |
| 1976 | Jirí Stodulka · (Jawa)     | Kvetoslav Masita · (Jawa) | Stanislav Zloch · (Jawa)   |                       |                       |                             |
|      | 250cc                      | 350cc                     | 500 cc                     | +500 cc               |                       |                             |
| 1977 | Alessandro Gritti · (KTM)  | Kvetoslav Masita · (Jawa) | Stanislav Zloch · (Jawa)   | Otakar Toman · (Jawa) |                       |                             |
| 1978 | Gualtiero Brissoni · (SWM) | Elia Andrioletti · (KTM)  | Gianangelo Croci · (KTM)   | Manfred Jäger · (MZ)  |                       |                             |
|      | 250cc                      | 350cc                     | 500cc                      | 750cc                 | +750cc                |                             |
| 1979 | Franco Gualdi · (SWM)      | Augusto Taiocchi · (KTM)  | Guglielmo Andreini · (SWM) | Heino Büse · (Maico)  | Egbert Haas · (Maico) |                             |
|      | 250cc                      | 350cc                     | 500cc                      | 750cc                 | 1000cc                | +1000cc                     |
| 1980 | Andrea Marinoni · (SWM)    | Augusto Taiocchi · (KTM)  | Guglielmo Andreini · (SWM) | Heino Büse · (Maico)  | Rolf Witthöft · (BMW) | Herbert Schek · (Schek-BMW) |

### Campions durant la 2a etapa (1981-1989)
| Any  | 80cc                              | 125cc                         | 175cc                          | 250cc                            |                                  | 500cc                           | +500cc 4T                       |
| ---- | --------------------------------- | ----------------------------- | ------------------------------ | -------------------------------- | -------------------------------- | ------------------------------- | ------------------------------- |
| 1981 | Angelo Signorelli · (Fantic)      | Gualtiero Brissoni · (Fantic) | Klaus-Bernd Kreutz · (Zündapp) | Alessandro Gritti · (Kramer)     |                                  | Jens Scheffler · (MZ)           | Hans Werner Pohl · (Honda)      |
| 1982 | Pietro Gagni · (Zündapp)          | Harald Strößenreuther · (KTM) | Klaus-Bernd Kreutz · (Zündapp) | Gualtiero Brissoni · (Husqvarna) |                                  | Guglielmo Andreini · (Maico)    | Eddy Hau · (Yamaha)             |
|      | 80cc 2T                           | 125cc 2T                      | - Cancel·lat -                 | 250cc 2T                         |                                  | 500cc 2T                        | +500cc 4T                       |
| 1983 | Pierfranco Muraglia · (Accossato) | Andrea Marinoni · (KTM)       |                                | Harald Sturm · (MZ)              |                                  | Jens Scheffler · (MZ)           | Eddy Hau · (Yamaha)             |
| 1984 | Pierfranco Muraglia · (Accossato) | Rolf Hübler · (Simson)        |                                | Harald Sturm · (MZ)              |                                  | Jens Scheffler · (MZ)           | Guglielmo Andreini · (Honda)    |
| 1985 | Stefano Passeri · (Accossato)     | Rolf Hübler · (Simson)        |                                | Harald Sturm · (MZ)              |                                  | Jens Scheffler · (MZ)           | Thomas Gustavsson · (Husqvarna) |
| 1986 | Stefano Passeri · (KTM)           | Joachim Sauer · (KTM)         |                                | Harald Sturm · (MZ)              |                                  | Sven-Erik Jönsson · (Husqvarna) | Jozef Chovancik · (Jawa)        |
|      | 80cc 2T                           | 125cc 2T                      |                                | 250cc 2T                         | 350cc 4T                         | 500cc 2T                        | +500cc 4T                       |
| 1987 | Gianmarco Rossi · (TM)            | Davide Trolli · (TM)          |                                | Dick Wicksell · (Husqvarna)      | Joachim Sauer · (KTM)            | Sven-Erik Jönsson · (Husqvarna) | Gianangelo Croci · (KTM)        |
| 1988 | Gianmarco Rossi · (TM)            | Angelo Signorelli · (KTM)     |                                | Dick Wicksell · (Husqvarna)      | Thierry Charbonnier · (Yamaha)   | Sven-Erik Jönsson · (Husqvarna) | Thomas Gustavsson · (Husqvarna) |
| 1989 | Pierfranco Muraglia · (TM)        | Paul Edmondson · (KTM)        |                                | Dick Wicksell · (KTM)            | Laurent Charbonnel · (Husqvarna) | Sven-Erik Jönsson · (Husqvarna) | Jimmie Eriksson · (Husaberg)    |

## Estadístiques

### Campions amb més de 3 títols
| Pilot              | Títols                                         |
| ------------------ | ---------------------------------------------- |
| Erwin Schmider     | 11 (6 x 175cc, 2 x 350cc, 2 x 50cc, 1 x 100cc) |
| Kvetoslav Masita   | 10 (10 x 350cc)                                |
| Rolf Witthöft      | 8 (7 x 125cc, 1 x 1000cc)                      |
| Josef Wolfgruber   | 6 (5 x 100cc, 1 x 75cc)                        |
| Frantizek Mrázek   | 5 (5 x 250cc)                                  |
| Gualtiero Brissoni | 5 (3 x 125cc, 2 x 250cc)                       |
| Andreas Brandl     | 5 (4 x 75cc, 1 x 50cc)                         |
| Jens Scheffler     | 4 (4 x 500cc)                                  |
| Sven-Erik Jönsson  | 4 (4 x 500cc 2T)                               |
| Guglielmo Andreini | 4 (3 x 500cc, 1 x +500cc 4T)                   |
| Eddy Hau           | 4 (2 x 500cc, 2 x 100cc)                       |
| Harald Sturm       | 4 (4 x 250cc 2T)                               |
| Alessandro Gritti  | 4 (3 x 250cc, 1 x 125cc)                       |
| Peter Neumann      | 4 (4 x 50cc)                                   |